# Neoregelia silvimontana
Neoregelia silvimontana är en gräsväxtart som beskrevs av Elton Martinez Carvalho Leme och José A. Siqueira Filho. Neoregelia silvimontana ingår i släktet Neoregelia och familjen Bromeliaceae. Inga underarter finns listade i Catalogue of Life.